# Indian Super League 2015
La temporada 2015 de la Indian Super League fue la segunda edición de la Superliga de India, campeonato profesional de fútbol en la República de la India que organizaron los grupos privados IMG World y Reliance Industries, con la aprobación de la Federación de Fútbol de la India. El torneo comenzó el 3 de octubre y la final tuvo lugar el 20 de diciembre de 2015.
La participación en la ISL está cerrada a ocho franquicias que representan a las ciudades más importantes del país. En primer lugar se disputa una fase de todos contra todos a ida y vuelta, hasta sumar 14 jornadas. Los cuatro primeros pasan a una serie final eliminatoria con semifinales (dos encuentros) y una gran final a partido único.
El club Chennaiyin se proclamó campeón de la ISL 2015 tras derrotar en la gran final al FC Goa por 3:2.

## Sistema de competición
La ISL se celebra entre octubre y diciembre y consta de un grupo único integrado por ocho equipos. Hay dos fases diferenciadas: temporada regular y play-off por el título. Las fechas no coinciden en ningún momento con la I-League, el otro campeonato profesional, que arranca cuando la ISL ya ha terminado.
La fase regular se disputa entre octubre y diciembre. Los ocho clubes se enfrentan todos contra todos en dos rondas —una en campo propio y otra en el del contrario— hasta sumar un total de catorce jornadas. La clasificación final se establece con arreglo a los puntos totales obtenidos por cada equipo: tres puntos por cada victoria, uno por cada empate y ninguno en la derrota.
Después, los cuatro primeros clasificados pasan a una serie final eliminatoria, disputada en diciembre, en la que quedan encuadrados según su posición: primero contra cuarto y segundo contra tercero. Las semifinales se disputan a ida y vuelta, mientras que la gran final es a partido único.
Cada equipo debe contar con una plantilla formada por 22 futbolistas. De esta cifra, al menos 10 deben ser de nacionalidad india (y cuatro de la región que se representa).  En la temporada inaugural, las franquicias que tienen convenios con clubes de la I-League (NorthEast United y F. C. Goa) han podido nutrirse de sus jugadores, pero en caso contrario han participado en un draft nacional para determinar quiénes se hacen con la cesión. La ISL exige un mínimo de 8 plazas extranjeras y un máximo de 10, cifra superior a la de los torneos adscritos a la Confederación Asiática. Cada equipo debe contar con un "jugador franquicia" (marquee player), cuyo salario es superior al del resto del plantel, y puede fichar libremente otros dos internacionales.

## Información de los equipos
| Equipo              | Ciudad   | Estadio                      | Aforo   | Entrenador          | Capitán         | Jugador franquicia |
| ------------------- | -------- | ---------------------------- | ------- | ------------------- | --------------- | ------------------ |
| Atlético de Kolkata | Calcuta  | Estadio de la Juventud India | 120 000 | Antonio López Habas | Josemi          | Hélder Postiga     |
| Chennaiyin F. C.    | Chennai  | Estadio Nehru, Chennai       | 40 000  | Marco Materazzi     | Elano           | Elano              |
| Delhi Dynamos       | Delhi    | Estadio Nehru, Delhi         | 60 000  | Roberto Carlos      | Florent Malouda | Roberto Carlos     |
| F. C. Goa           | Goa      | Estadio Fatorda              | 22 000  | Zico                | Lúcio           | Lúcio              |
| Kerala Blasters     | Cochín   | Estadio Nehru, Cochín        | 55 000  | David James         | Peter Ramage    | Carlos Marchena    |
| Mumbai City F. C.   | Bombay   | Estadio DY Patil             | 55 000  | Nicolas Anelka      | Frantz Bertin   | Nicolas Anelka     |
| NorthEast United    | Guwahati | Estadio Indira Gandhi        | 35 000  | César Farías        | Miguel García   | Simão Sabrosa      |
| F. C. Pune City     | Pune     | Estadio Balewadi             | 22 000  | David Platt         | Didier Zokora   | Adrian Mutu        |

## Temporada regular

### Clasificación
|  |    | Equipos de fútbol   | PJ | G | E | P | GF | GC | Dif | Pts |
|  | -- | ------------------- | -- | - | - | - | -- | -- | --- | --- |
|  | 1. | F. C. Goa           | 14 | 7 | 4 | 3 | 29 | 20 | +9  | 25  |
|  | 2. | Atlético de Kolkata | 14 | 7 | 2 | 5 | 26 | 17 | +9  | 23  |
|  | 3. | Chennaiyin F. C.    | 14 | 7 | 1 | 6 | 25 | 15 | +10 | 22  |
|  | 4. | Delhi Dynamos       | 14 | 6 | 4 | 4 | 18 | 20 | −2  | 22  |
|  | 5. | NorthEast United    | 14 | 6 | 2 | 6 | 18 | 23 | −5  | 20  |
|  | 6. | Mumbai City         | 14 | 4 | 4 | 6 | 16 | 26 | −10 | 16  |
|  | 7. | F. C. Pune City     | 14 | 4 | 3 | 7 | 17 | 23 | −6  | 15  |
|  | 8. | Kerala Blasters     | 14 | 3 | 4 | 7 | 22 | 27 | −5  | 13  |

### Resultados
|                     | ADK | CHE | DEL | GOA | NEU | KER | MUM | PUN |
| Atlético de Kolkata |     | 2-1 | 0-1 | 4-0 | 0-1 | 2-1 | 2-3 | 4-1 |
| Chennaiyin F. C.    | 2-3 |     | 4-0 | 0-2 | 1-2 | 4-1 | 3-0 | 2-1 |
| Delhi Dynamos       | 1-1 | 1-0 |     | 2-3 | 1-1 | 3-3 | 1-1 | 3-1 |
| F. C. Goa           | 1-1 | 0-4 | 2-0 |     | 1-1 | 2-1 | 7-0 | 1-1 |
| NorthEast United    | 1-0 | 2-0 | 1-2 | 1-3 |     | 1-4 | 2-0 | 0-0 |
| Kerala Blasters     | 2-3 | 1-1 | 0-1 | 1-5 | 3-1 |     | 0-0 | 2-0 |
| Mumbai City         | 1-4 | 0-2 | 2-0 | 2-0 | 5-1 | 1-1 |     | 0-0 |
| Pune City           | 1-0 | 0-1 | 1-2 | 2-2 | 1-0 | 3-2 | 3-1 |     |

## Fase final

### Cuadro
|  | Semifinales            | Semifinales           | Semifinales           |   |             | Final           | Final           |  |
|  | 11 al 16 de diciembre  | 11 al 16 de diciembre | 11 al 16 de diciembre |   |             | 20 de diciembre | 20 de diciembre |  |
|  |                        |                       |                       |   |             |                 |                 |  |
|  |                        |                       |                       |   |             |                 |                 |  |
|  | 1. F.C. Goa            | 0                     | 3                     |   |             |                 |                 |  |
|  | 1. F.C. Goa            | 0                     | 3                     |   |             |                 |                 |  |
|  | 4. Delhi Dynamos       | 1                     | 0                     |   |             |                 |                 |  |
|  | 4. Delhi Dynamos       | 1                     | 0                     |   | 1. F.C. Goa | 2               |                 |  |
|  |                        |                       |                       |   | 1. F.C. Goa | 2               |                 |  |
|  |                        |                       | 3. Chennaiyin F.C.    | 3 |             |                 |                 |  |
|  | 2. Atlético de Kolkata | 0                     | 3. Chennaiyin F.C.    | 3 | 2           |                 |                 |  |
|  | 2. Atlético de Kolkata | 0                     |                       |   | 2           |                 |                 |  |
|  | 3. Chennaiyin F.C.     | 3                     | 1                     |   |             |                 |                 |  |
|  | 3. Chennaiyin F.C.     | 3                     | 1                     |   |             |                 |                 |  |
|  |                        |                       |                       |   |             |                 |                 |  |

### Semifinales
| 11 de diciembre de 2015, 19:00 (IST) | Delhi Dynamos                       | 1:0     | F.C. Goa | Estadio Jawaharlal Nehru, Delhi |                                 |
|                                      | Singh 42' · Hume 29' · Sushanth 94' | Reporte |          | Asistencia: 23.874 espectadores | Asistencia: 23.874 espectadores |

| 15 de diciembre de 2015, 19:00 (IST) | F.C. Goa                                 | 3:0     | Delhi Dynamos | Estadio Fatorda, Goa            |                                 |
|                                      | Jofre 11' · Rafael Coelho 27' · Dudu 84' | Reporte |               | Asistencia: 19 796 espectadores | Asistencia: 19 796 espectadores |

| 12 de diciembre de 2015, 19:00 (IST) | Chennaiyin F.C.                              | 3:0     | Atlético de Kolkata | Shree Shiv Chhatrapati, Pune   |                                |
|                                      | Pelissari 38' · Lalpekhlua 57' · Mendoza 68' | Reporte |                     | Asistencia: 7 965 espectadores | Asistencia: 7 965 espectadores |

| 16 de diciembre de 2015, 19:00 (IST) | Atlético de Kolkata       | 2:1     | Chennaiyin F.C. | Estadio de la Juventud India, Calcuta |                                 |
|                                      | Lekić 22' · Iain Hume 87' | Reporte | Fikru 90'       | Asistencia: 68 340 espectadores       | Asistencia: 68 340 espectadores |

### Final
| 20 de diciembre de 2015, 19:00 (IST) | F.C. Goa               | 2:3     | Chennaiyin F.C.                                      | Estadio Fatorda, Goa       |                            |
|                                      | Haokip 58' · Jofre 87' | Reporte | Pelissari 54' · Kattimani 90' (a.g.) · Mendoza 90+1' | Árbitro(s): Yudai Yamamoto | Árbitro(s): Yudai Yamamoto |

## Estadísticas
Fuente: Indian Super League estadísticas
| Stiven Mendoza                                | Chennaiyin F.C.     | 13 | 14 |
| Iain Hume                                     | Atlético de Kolkata | 11 | 14 |
| Reinaldo                                      | F.C. Goa            | 7  | 10 |
| Sunil Chhetri                                 | Mumbai City         | 7  | 11 |
| Antonio German                                | Kerala Blasters     | 6  | 9  |
| Chris Dagnall                                 | Kerala Blasters     | 6  | 13 |
| Última actualización: 20 de diciembre de 2015 |                     |    |    |

| Léo Moura                                    | F.C. Goa            | 8 | 13 |
| Florent Malouda                              | Delhi Dynamos       | 8 | 14 |
| Sameehg Doutie                               | Atlético de Kolkata | 6 | 10 |
| Iain Hume                                    | Atlético de Kolkata | 4 | 14 |
| Jofre Mateu                                  | F.C. Goa            | 4 | 9  |
| Elano                                        | Chennaiyin F.C.     | 4 | 13 |
| Última actualización: 7 de diciembre de 2015 |                     |   |    |

## Distinciones individuales
| Premio                 | Jugador             | Equipo              |
| ---------------------- | ------------------- | ------------------- |
| Máximo goleador        | Stiven Mendoza (13) | Chennaiyin F. C.    |
| Mejor jugador          | Stiven Mendoza      | Chennaiyin F. C.    |
| Mejor futbolista joven | Jeje Lalpekhlua     | Chennaiyin F. C.    |
| Portero menos goleado  | Apoula Edel         | Chennaiyin F. C.    |
| Mejor forma            | Iain Hume           | Atlético de Kolkata |
| Premio al juego limpio |                     | Mumbai City F. C.   |